# Masclet (pèl)

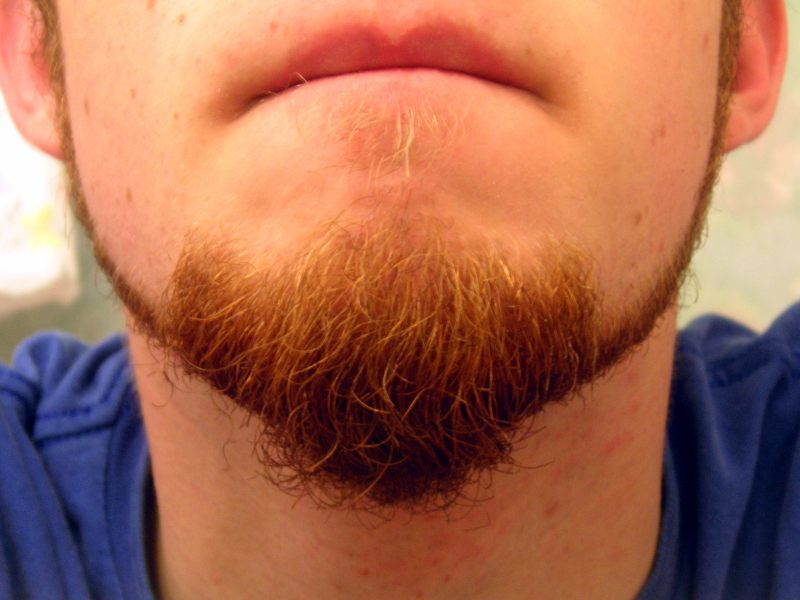
Exemple de masclet.

Un masclet, pera, perilla (per castellanisme) o barbeta (en determinats contextos) és una mota de pèl deixada créixer al mig del mentó.